# Мухтаров, Араз
Араз Мухтаров (род. 15 февраля 1985) — азербайджанский самбист и дзюдоист, чемпион мира по самбо 2004 года среди юношей, серебряный призёр чемпионата Азербайджана по дзюдо 2008 года, чемпион мира по самбо 2006 года среди юниоров, бронзовый призёр чемпионата Европы по самбо 2008 года, бронзовый призёр чемпионата мира по самбо 2008 года, участник соревнований по дзюдо Летней Универсиады 2007 года в Белграде. По самбо выступал во второй полусредней весовой категории (до 74 кг). Наставником Мухтарова был Джейхун Байрамов. Проживал в городе Гянджа.